# Хільдеґарда Беатріс Хінде
Хільдеґарда Беатріс Хінде (англ. Hildegarde Beatrice Hinde; 1871 — 1959) була антропологом і зоологом, яка виявила три види дрібних ссавців у Африці: Zelotomys hildegardeae, Crocidura hildegardeae, Taphozous hildegardeae.

## Біографія
Хільдеґарда Беатріс Хінде була дружиною доктора Сідні Лангфорда Хінде. Доктор і місіс Хінде перебували в Конго з 1891 по 1894 рр., і в Східноафриканському протектораті (нині Кенія) з 1895 по 1915 рр. Хільдеґарда Хінде була автором книги «Some Problems of East Africa» (1926) і, разом з чоловіком, «The Last of the Masai» (1901).

## Вшанування
Усі три види тварин, відкритих Хільдеґардою Хінде, були описані Олдфілдом Томасом і названі на її честь.